# Huta Skaryszewska
Huta Skaryszewska – wieś w Polsce, położona w województwie mazowieckim, w powiecie radomskim, w gminie Skaryszew. Ma status sołectwa.
| SIMC    | Nazwa       | Rodzaj    |
| ------- | ----------- | --------- |
| 105565  | Pod Budkami | część wsi |
| 1055664 | Pod Wólką   | część wsi |
| 1055670 | Podgórze    | część wsi |

W latach 1975–1998 miejscowość administracyjnie należała do województwa radomskiego.
W Hucie Skaryszewskiej mieszkają byli posłowie Wanda i Stanisław Łyżwińscy. 
Wierni Kościoła rzymskokatolickiego należą do parafii św. Jakuba Apostoła w Skaryszewie.